# Annie Cardin
Annie Cardin (nascida a 30 de setembro de 1938) é uma artista francesa. O seu trabalho encontra-se incluído nas colecções do Museu Smithsoniano de Arte Americana, do Asheville Art Museum e do Art Institute of Chicago.